# Olympische Sommerspiele 1932/Turnen
Bei den X. Olympischen Sommerspielen 1932 in Los Angeles fanden elf Wettbewerbe im Gerätturnen statt. Sie waren alle Männern vorbehalten, denn im Gegensatz zu 1928 stand kein Wettbewerb für Frauen auf dem Programm. Austragungsort war das Los Angeles Memorial Coliseum.

## Bilanz

### Medaillenspiegel
| Platz | Land               | Gold | Silber | Bronze | Gesamt |
| ----- | ------------------ | ---- | ------ | ------ | ------ |
| 1     | Vereinigte Staaten | 5    | 6      | 5      | 16     |
| 2     | Königreich Italien | 4    | 1      | 2      | 7      |
| 3     | Ungarn             | 2    | 2      | –      | 4      |
| 4     | Finnland           | –    | 1      | 4      | 5      |
| 5     | Schweiz            | –    | 1      | –      | 1      |

### Medaillengewinner
| Konkurrenz           | Gold                                                                           | Silber                                                                    | Bronze                                                                                         |
| -------------------- | ------------------------------------------------------------------------------ | ------------------------------------------------------------------------- | ---------------------------------------------------------------------------------------------- |
| Mannschaftsmehrkampf | Oreste Capuzzo, Savino Guglielmetti, Mario Lertora, Romeo Neri, Franco Tognini | Frank Cumiskey, Frank Haubold, Alfred Jochim, Fred Meyer, Michael Schuler | Mauri Nyberg-Noroma, Veikko Pakarinen, Heikki Savolainen, Einari Teräsvirta, Martti Uosikkinen |
| Einzelmehrkampf      | Romeo Neri                                                                     | István Pelle                                                              | Heikki Savolainen                                                                              |
| Barren               | Romeo Neri                                                                     | István Pelle                                                              | Heikki Savolainen                                                                              |
| Boden                | István Pelle                                                                   | Georges Miez                                                              | Mario Lertora                                                                                  |
| Pferdsprung          | Savino Guglielmetti                                                            | Alfred Jochim                                                             | Edward Carmichael                                                                              |
| Reck                 | Dallas Bixler                                                                  | Heikki Savolainen                                                         | Einari Teräsvirta                                                                              |
| Ringe                | George Julius Gulack                                                           | William Thomas Denton                                                     | Giovanni Lattuada                                                                              |
| Seitpferd            | István Pelle                                                                   | Omero Bonoli                                                              | Frank Haubold                                                                                  |
| Keulenschwingen      | George Roth                                                                    | Philip Erenberg                                                           | William Kuhlemeier                                                                             |
| Tauhangeln           | Raymond Bass                                                                   | William Galbraith                                                         | Thomas Connolly                                                                                |
| Tumbling             | Rowland Wolfe                                                                  | Edward Gross                                                              | William Hermann                                                                                |

## Ergebnisse

### Mannschaftsmehrkampf
| Platz | Land | Sportler                                                                                       | Punkte  |
| ----- | ---- | ---------------------------------------------------------------------------------------------- | ------- |
| 1     | ITA  | Oreste Capuzzo, Savino Guglielmetti, Mario Lertora, Romeo Neri, Franco Tognini                 | 541,850 |
| 2     | USA  | Frank Cumiskey, Frank Haubold, Alfred Jochim, Fred Meyer, Michael Schuler                      | 522,275 |
| 3     | FIN  | Mauri Nyberg-Noroma, Veikko Pakarinen, Heikki Savolainen, Einari Teräsvirta, Martti Uosikkinen | 465,650 |
| 4     | HUN  | Péter Boros, József Hegedűs, Péter Miklós, István Pelle                                        | 509,775 |
| 5     | JPN  | Shigeo Homma, Fujio Kakuta, Takao Kondo, Toshihiko Sasano, Yoshitaka Takeda                    | 402,000 |

Datum: 8. bis 10. August 1932 

24 Teilnehmer aus 5 Ländern

### Einzelmehrkampf
| Platz | Land | Sportler            | Punkte  |
| ----- | ---- | ------------------- | ------- |
| 1     | ITA  | Romeo Neri          | 140,625 |
| 2     | HUN  | István Pelle        | 134,925 |
| 3     | FIN  | Heikki Savolainen   | 134,575 |
| 4     | ITA  | Mario Lertora       | 134,400 |
| 5     | ITA  | Savino Guglielmetti | 134,375 |
| 6     | USA  | Frank Haubold       | 132,525 |
| 7     | ITA  | Oreste Capuzzo      | 132,450 |
| 8     | USA  | Fred Meyer          | 131,650 |
| 9     | FIN  | Mauri Nyberg-Noroma | 129,800 |
| 10    | USA  | Alfred Jochim       | 129,075 |

Datum: 8. bis 10. August 1932 

24 Teilnehmer aus 5 Ländern

### Barren
| Platz | Land | Sportler            | Punkte |
| ----- | ---- | ------------------- | ------ |
| 1     | ITA  | Romeo Neri          | 56,9   |
| 2     | HUN  | István Pelle        | 55,8   |
| 3     | FIN  | Heikki Savolainen   | 54,8   |
| 4     | FIN  | Mauri Nyberg-Noroma | 53,4   |
| 5     | ITA  | Mario Lertora       | 52,6   |
| 6     | USA  | Alfred Jochim       | 52,4   |
| 7     | HUN  | József Hegedűs      | 51,9   |
| 7     | HUN  | Péter Miklós        | 51,9   |
| 9     | USA  | Michael Schuler     | 51,8   |
| 10    | ITA  | Savino Guglielmetti | 51,1   |

Datum: 12. August 1932 

15 Teilnehmer aus 6 Ländern

### Boden
| Platz | Land | Sportler          | Punkte |
| ----- | ---- | ----------------- | ------ |
| 1     | HUN  | István Pelle      | 28,8   |
| 2     | SUI  | Georges Miez      | 28,3   |
| 3     | ITA  | Mario Lertora     | 27,7   |
| 4     | USA  | Frank Haubold     | 27,0   |
| 4     | ITA  | Romeo Neri        | 27,0   |
| 6     | FIN  | Heikki Savolainen | 26,9   |
| 7     | USA  | Alfred Jochim     | 26,4   |
| 7     | FIN  | Martti Uosikkinen | 26,4   |
| 9     | FIN  | Einari Teräsvirta | 26,1   |
| 10    | HUN  | Péter Miklós      | 25,7   |

Datum: 8. August 1932 

25 Teilnehmer aus 6 Ländern

### Pferdsprung
| Platz | Land | Sportler            | Punkte |
| ----- | ---- | ------------------- | ------ |
| 1     | ITA  | Savino Guglielmetti | 54,1   |
| 2     | USA  | Alfred Jochim       | 53,3   |
| 3     | USA  | Edward Carmichael   | 52,6   |
| 4     | FIN  | Einari Teräsvirta   | 52,6   |
| 5     | USA  | Marcel Gleyre       | 52,4   |
| 6     | HUN  | István Pelle        | 51,4   |
| 7     | HUN  | Péter Miklós        | 50,9   |
| 8     | ITA  | Mario Lertora       | 49,2   |
| 9     | HUN  | Péter Boros         | 48,8   |
| 10    | FIN  | Heikki Savolainen   | 46,6   |

Datum: 10. August 1932 

10 Teilnehmer aus 4 Ländern
Die Entscheidung um Platz 3 und 4 fiel in einem Stechen; Carmichael setzte sich dabei mit 54,5 zu 52,7 Punkten durch.

### Reck
| Platz | Land | Sportler          | Punkte |
| ----- | ---- | ----------------- | ------ |
| 1     | USA  | Dallas Bixler     | 55,0   |
| 2     | FIN  | Heikki Savolainen | 54,2   |
| 3     | FIN  | Einari Teräsvirta | 54,2   |
| 4     | FIN  | Ilmari Pakarinen  | 51,8   |
| 4     | HUN  | István Pelle      | 51,8   |
| 6     | USA  | Michael Schuler   | 46,7   |
| 7     | HUN  | Péter Miklós      | 45,4   |
| 8     | JPN  | Mahito Haga       | 37,4   |
| 9     | MEX  | Ismael Mosqueira  | 32,8   |
| 10    | USA  | Alfred Jochim     | 24,1   |

Datum: 11. August 1932 

12 Teilnehmer aus 6 Ländern

### Ringe
| Platz | Land | Sportler              | Punkte |
| ----- | ---- | --------------------- | ------ |
| 1     | USA  | George Julius Gulack  | 56,9   |
| 2     | USA  | William Thomas Denton | 55,8   |
| 3     | ITA  | Giovanni Lattuada     | 55,5   |
| 4     | USA  | Richard Bishop        | 55,4   |
| 5     | ITA  | Oreste Capuzzo        | 54,8   |
| 6     | ITA  | Franco Tognini        | 54,1   |
| 7     | FIN  | Heikki Savolainen     | 53,1   |
| 8     | JPN  | Toshihiko Sasano      | 52,4   |
| 9     | MEX  | Vicente Mayagoitia    | 50,9   |
| 10    | JPN  | Takao Kondo           | 49,1   |

Datum: 12. August 1932 

14 Teilnehmer aus 6 Ländern

### Seitpferd
| Platz | Land | Sportler            | Punkte |
| ----- | ---- | ------------------- | ------ |
| 1     | HUN  | István Pelle        | 57,2   |
| 2     | ITA  | Omero Bonoli        | 56,6   |
| 3     | USA  | Frank Haubold       | 55,7   |
| 4     | USA  | Frank Cumiskey      | 54,7   |
| 5     | HUN  | Péter Boros         | 52,7   |
| 6     | USA  | Alfred Jochim       | 51,2   |
| 7     | FIN  | Heikki Savolainen   | 51,0   |
| 8     | FIN  | Ilmari Pakarinen    | 49,9   |
| 9     | FIN  | Mauri Nyberg-Noroma | 49,7   |
| 10    | MEX  | Ismael Mosqueira    | 41,8   |

Datum: 11. August 1932 

10 Teilnehmer aus 5 Ländern

### Keulenschwingen
| Platz | Land | Sportler               | Punkte |
| ----- | ---- | ---------------------- | ------ |
| 1     | USA  | George Roth            | 26,9   |
| 2     | USA  | Philip Erenberg        | 26,7   |
| 3     | USA  | William Kuhlemeier     | 25,9   |
| 4     | MEX  | Francisco José Álvarez | 25,4   |

Datum: 9. August 1932 

4 Teilnehmer aus 2 Ländern

### Tauhangeln
| Platz | Land | Sportler          | Zeit (s) |
| ----- | ---- | ----------------- | -------- |
| 1     | USA  | Raymond Bass      | 06,7     |
| 2     | USA  | William Galbraith | 06,8     |
| 3     | USA  | Thomas Connolly   | 07,0     |
| 4     | HUN  | Péter Miklós      | 11,5     |
| 5     | HUN  | Péter Boros       | 11,6     |

Datum: 10. August 1932 

5 Teilnehmer aus 2 Ländern

### Tumbling
| Platz | Land | Sportler        | Punkte |
| ----- | ---- | --------------- | ------ |
| 1     | USA  | Rowland Wolfe   | 56,7   |
| 2     | USA  | Edward Gross    | 56,0   |
| 3     | USA  | William Hermann | 55,1   |
| 4     | HUN  | István Pelle    | 46,3   |

Datum: 10. August 1932 

4 Teilnehmer aus 2 Ländern
Tumbling ist eine Sportart, die dem Trampolinturnen zugerechnet wird.